# 冯如

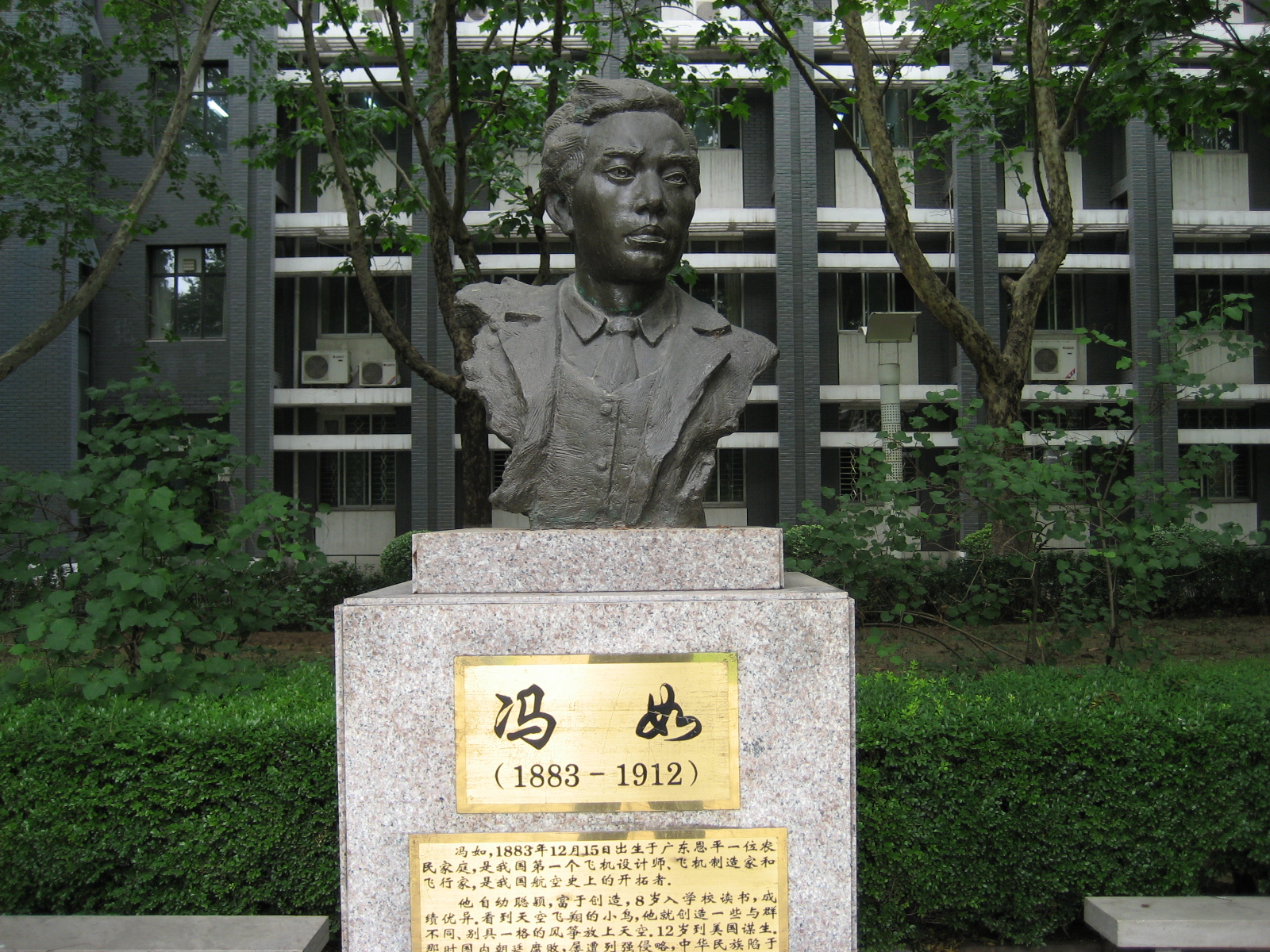
立于北京航空航天大学的冯如半身像
“吾闻军用利器，莫飞机若，誓必生为之倡，成一绝艺以归飨祖国，苟无成，毋宁死。”

冯如（1884年1月12日—1912年8月25日），原名冯九如，乳名冯珠九，字鼎三，号树垣，广东恩平人。中国也是华人中第一位航空工程师，是中国最早从事飞机研制、设计、制造的人，獲美国报纸赞为“东方莱特”。1911年2月，冯如谢绝美国多方的聘任，带着助手及2架飞机回到中国，提出航空救国主张并为之奋斗；但在广州燕塘飞行表演中失事殉职。冯如殉职后，獲中华民国临时大总统袁世凱追授中华民国陆军少将军衔，遗体安葬在广州黄花岗七十二烈士墓（今黄花岗公园），立碑纪念，尊为“中国始创飞行大家”。

## 生平

### 童年
1884年1月12日（农历腊月十五日），冯如在广东省恩平县莲岗堡（牛江镇昌梅管区）杏圃村（今江门恩平市牛江镇）的一户贫农家中。父名冯业纶，母名吴美英。冯家主要靠耕田为生，兼职挑夫肉贩，农闲时也做些采集、贩卖中药材和稻谷的小买卖。冯如有四位哥哥，其中三个因家境贫困於早年夭折，当时已成年的三哥也在他1911年旅美归来前早逝。冯如出生的同年，恰逢俄国的亚·费·莫扎伊斯基（Alexander Fedorovich Mozhaysky）舰长完成了首次飞机沿斜坡下滑时跳跃离陆的试飞。
由于家境贫寒，冯如在儿时是个放牛娃，并没有受到过完备的教育。在7到11岁时，冯如在家乡的一所私塾念过书，后来又在邻村的学校半工半读过2年，总体来说文化未过初小水平。8岁时，冯如正在邻村的莲塘恩举书馆读书，老师叫冯树仪，教授学生《三字经》、《论语》、《孟子》等清代典型的启蒙课本，还有珠算、信札等生活常识。冯老师喜欢给孩子们讲述《三国演义》、《封神榜》等小说中的片段，其中冯如最喜欢的就是《封神榜》中辛环和雷震子在空中大战的故事。冯如平时喜欢动手搞些小制作，用竹材扎风筝、用火柴盒等东西制作车船模型。他曾经制作并成功试飞了翼端呈椭圆形的大型风筝，能够在两边各悬挂着一个小木桶为负重的情况下飞到近百米的高度，一时成为乡间奇闻；他还曾利用虹吸管往自家稻田里注水。

### 早期职业
1895年，清朝在中日甲午战争中战败，被迫签订了丧权辱国的《马关条约》，割地赔款，国库空虚，民生凋敝。当时年仅11岁的冯如，家里由於經濟狀況轉差，再也供不起他读书。为了帮补家计，以及躲避社會環境和政局日漸動盪的中國，冯如决定跟随在国外做小生意的舅父吴英兰远涉重洋到美国旧金山谋生。当时广东沿海一带的不少华人和冯如一样为了生计和尋求安定的環境而遠赴海外。初到美国旧金山，冯如在乡亲的介绍下来到旧金山耶稣教纲纪慎会堂（公理会）做童工，日工夜读补习英语，生活非常艰苦。通过学习英语和科技知识以及目睹日新月异的先进机器，冯如认识到：要想国家富强，必须有发达的工艺，而工艺的发达又有赖于先进的机器，於是他决定专攻机器制造技艺。
1899年，冯如回乡完婚后，为了实践技术救国，决心去纽约学习机器制造技艺。然而，重回美國的馮如並未能夠理想地進行學習和工作，由於当时美国推行具種族歧視的排华政策，《中美华工条约》让华人在美国受到不平等的對待。冯如先后在船厂、电厂和机器制造厂当过学徒和工人，历时近7年，但经常遭到企业无理解雇，工作極為不穩定。同時，由於排華政策的影響，馮如也失去了在美國正規學校接受教育的機會。但即便在如此艱苦的環境下，馮如仍然不懈地堅持工作和自學，並逐漸地掌握了多种机械和电器的设计制造技术。他研制的抽水机、打桩机和无线电收发机精巧实用。特别是他制造的小型发电机不但发电效率优良，还便于移动运输。1906年，冯如返回旧金山经营机器制造和销售业，此时他已经成为颇具名气的工程师。华侨青年朱竹泉慕名而至拜他为师，协助他开展业务。旅居旧金山的华侨富商集团也有意聘请冯如参加开发祖国的电力工业和最新的科学技术。
冯如潜心钻研机械制造技术的年代是飞机设计和制造在世界范围内遭遇普遍挫折的时期。1896年，德国工程师奥托·李林达尔在进行悬挂式滑翔机试验时不幸坠亡，1899年，英国工程师皮尔彻滑翔机试验中失事，伤重不治。1903年，美国科学家塞缪尔·兰利配备汽油发动机的飞机场号试飞失败。尽管同一年莱特兄弟成功试飞了他们的飞行者一号，但由于他们在申请到专利前不想自己的主意被竞争对手窃取而一直保持低调，以至于当时的航空界和媒体非但没有认可他们的成就，还对其百般质疑和挖苦。当时不少权威科学家对飞机的前景持怀疑态度，就连物理学大师开尔文也在1896年拒绝了航空学会的邀请，并在回信时写道：“除了气球升空，关于空中航行的事情我一点都不相信。”
然而冯如却看到了飛機前景，并从1906年开始立決意為中國製造第一架飛機。当时正逢日俄战争结束刚一年，他对朱竹泉说：“日、俄战事大不利于祖国，当此竞争时代，飞机为军事上万不可缺之物。与其制一战舰，费数百万之金钱，何不将此款以造数百只之飞机，价廉工省。倘得千只飞机分守中国港口，内地可保无虞。”他的想法与15年后发表《制空权》一书的意大利空权理论家朱利奥·杜黑少将的观点不谋而合。早在孙中山发表“航空救国”的名言之前9年，冯如已经预见到在国防中航空业的重要性。

### 制造飞机
1907年，冯如终于在舊金山的奥克兰租了一所工厂，开始制造飞机。
1909年9月21日傍晚，“冯如1号”正式试飞。冯如驾机迎着强风起飞，升至4.5米高，环绕一个小山丘飞行，飞行了约800米，显示了他的飞机具有良好的性能，从而为中国动力载人飞行史谱．写了光辉的第一页。当时中西报刊竞相报道。美国《旧金山呼声报》在头版显著位置刊登了冯如的大照片，赞誉冯如为“东方的莱特”，并惊呼“在航空领域，中国人把白人抛在后面了！” 冯如最終实现了他“飞机造不成，誓不回国”的誓言。

### 归国

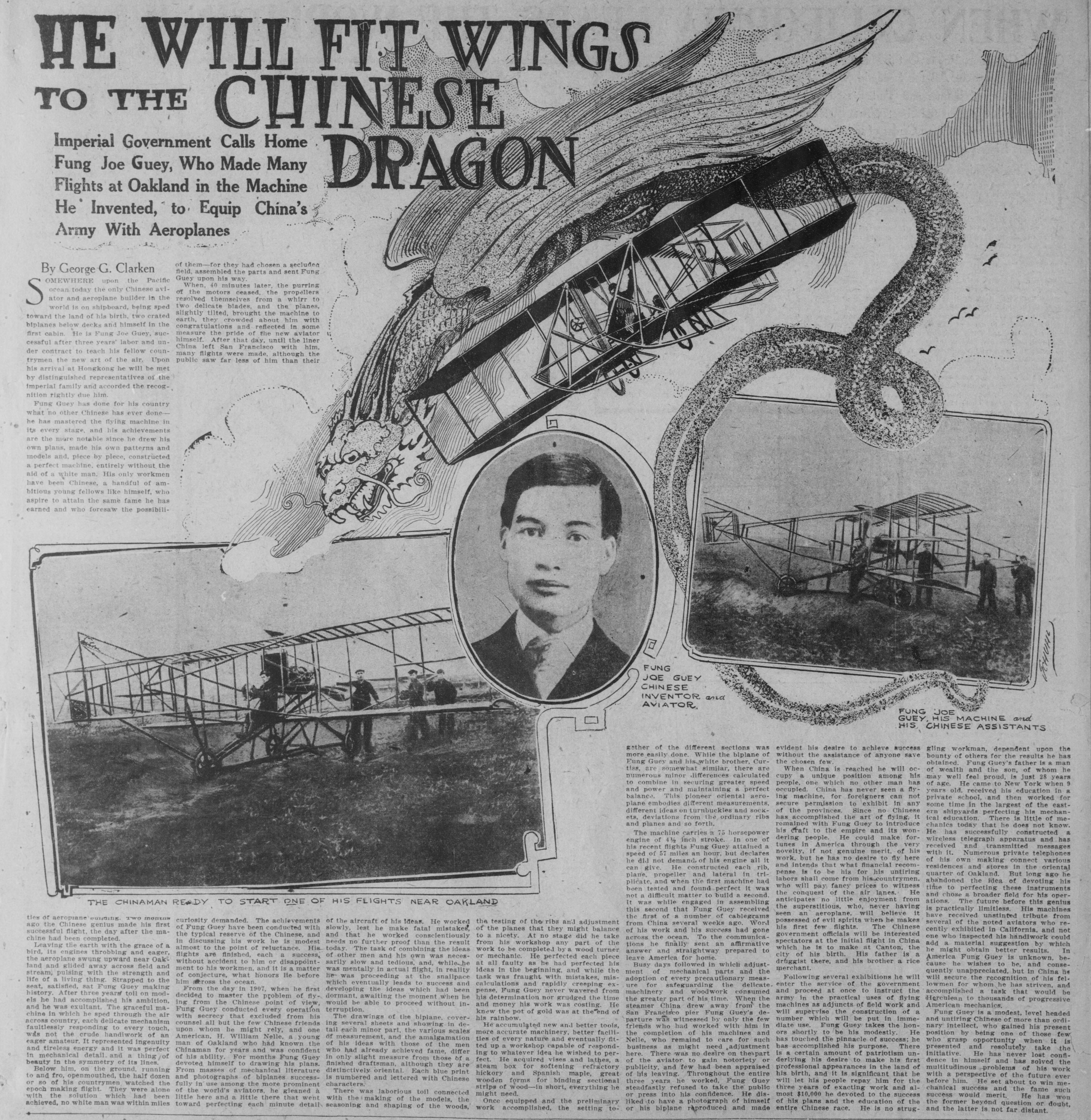
冯如登上1911年3月19日《旧金山呼声报》

1911年2月，冯如带着公司人员、机械设备和造好的飞机回国。他以“壮国体，挽权利”为宗旨，搬迁在广州设厂，制造机器和飞机，把公司易名为“广东飞行器公司”，并亲自担任总机器师。
1911年10月10日，武昌起义爆发，全国沸腾。11月9日，广州光复，广东革命政府成立，冯如率助手参加革命。
参加革命后，冯如被任命为广东革命政府飞机长，成为中国第一个飞机长。他立即在广州燕塘建立广东飞行器公司，这是中国国内的第一个飞机制造厂。当时清廷尚在北京，冯如以虏巢未破，终为后患，遂结合同志，组织北伐飞机侦察队，准备北伐，并加紧制造飞机，以供北上参战，推翻清王朝。经过3个月的努力，于1912年3月，制成一架与“冯如2号”相似的飞机，这也是中国国内制成的第一架飞机，揭开了中国航空工业史的第一页。因此，冯如也是中国近代航空事业的创始人和开拓者。

### 殉职

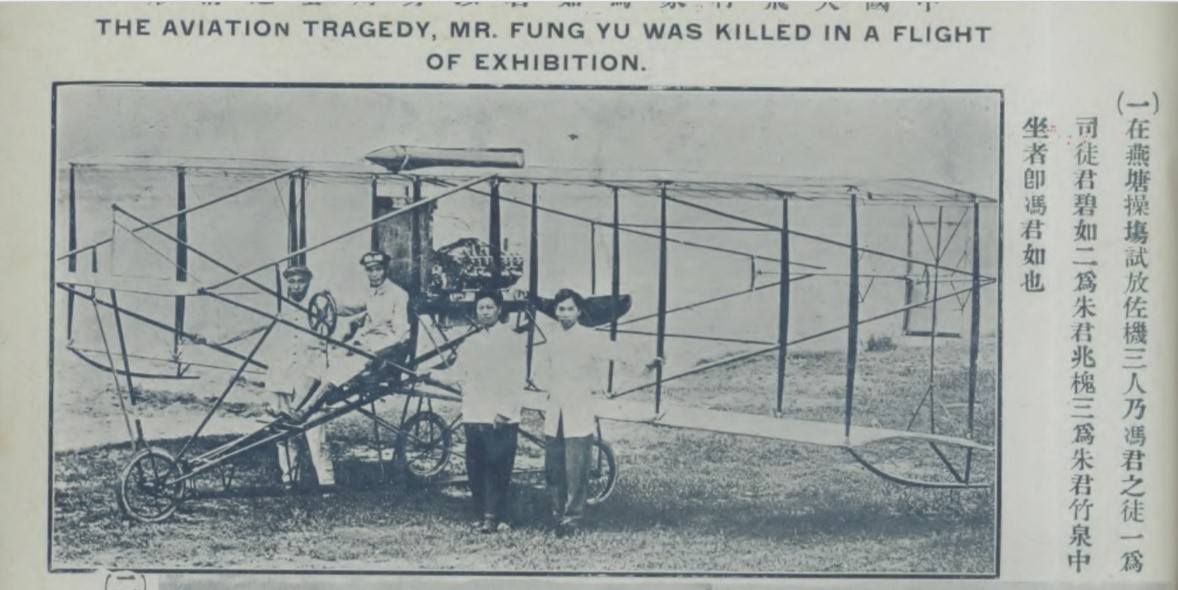
1912年8月25日，冯如与三位助手朱竹泉、朱兆槐、司徒璧如在燕塘操场试飞，中坐者即冯如，刊于《真相画报》

1912年8月25日，冯如在广州燕塘機場公开进行飞行表演。冯如先向到场的各界人士介绍情况，包括飞机如何利用、如何制造、如何驾驶等内容。接着，冯如驾驶自制飞机凌空而上，高约36米，东南行约8千米。当时飞机运转正常，操纵自如，鼓掌之声，不绝于耳。但冯如急于升高，操纵过猛，致使飞机失速坠地，机毁人伤。医院抢救无效，冯如以身殉国，时年仅29岁。在弥留之际，冯如犹勉励助手：“勿因吾毙而阻其进取心，须知此为必有之阶级。”
冯如牺牲后，广州各界纷纷举行追悼会。当时中西报刊亦迅速报道冯如失事消息和评论盛赞其丰功伟绩。
1912年9月24日，在冯如蒙难处召开追悼大会，各界人士送来很多挽联，其中文学家何淡如的挽联是：
|  | 殉社会者则甚易，殉工艺者则尤难，一霎坠飞机，青冢那堪埋伟土；论事之成固可嘉，论事之败亦可喜，千秋留实学，黄花又见泣秋风。 |

当时，孙中山曾令行广东军政府都督胡漢民在冯如蒙难处立碑纪念，但由于时局因素未动工兴建。1988年，广州市沙河文博学会在今广州市天河区花生寮大街南端建造“冯如坠机处”纪念碑一座。纪念碑基座正面镶嵌的云石有“中国始创飞行家冯如于一九一二年八月二十五日在燕塘表演飞行不幸坠机于此殒命葬于黄花岗，沙河文博会立”四十七字。基座立有高约2米的尖顶方柱，上书红色大字：“冯如坠机处”。2004年8年，重修纪念碑，天河区人民政府建立冯如花岗石雕像。此前的1983年8月，黄花岗公园内的冯如墓公布为广州市文物保护单位。

## 纪念

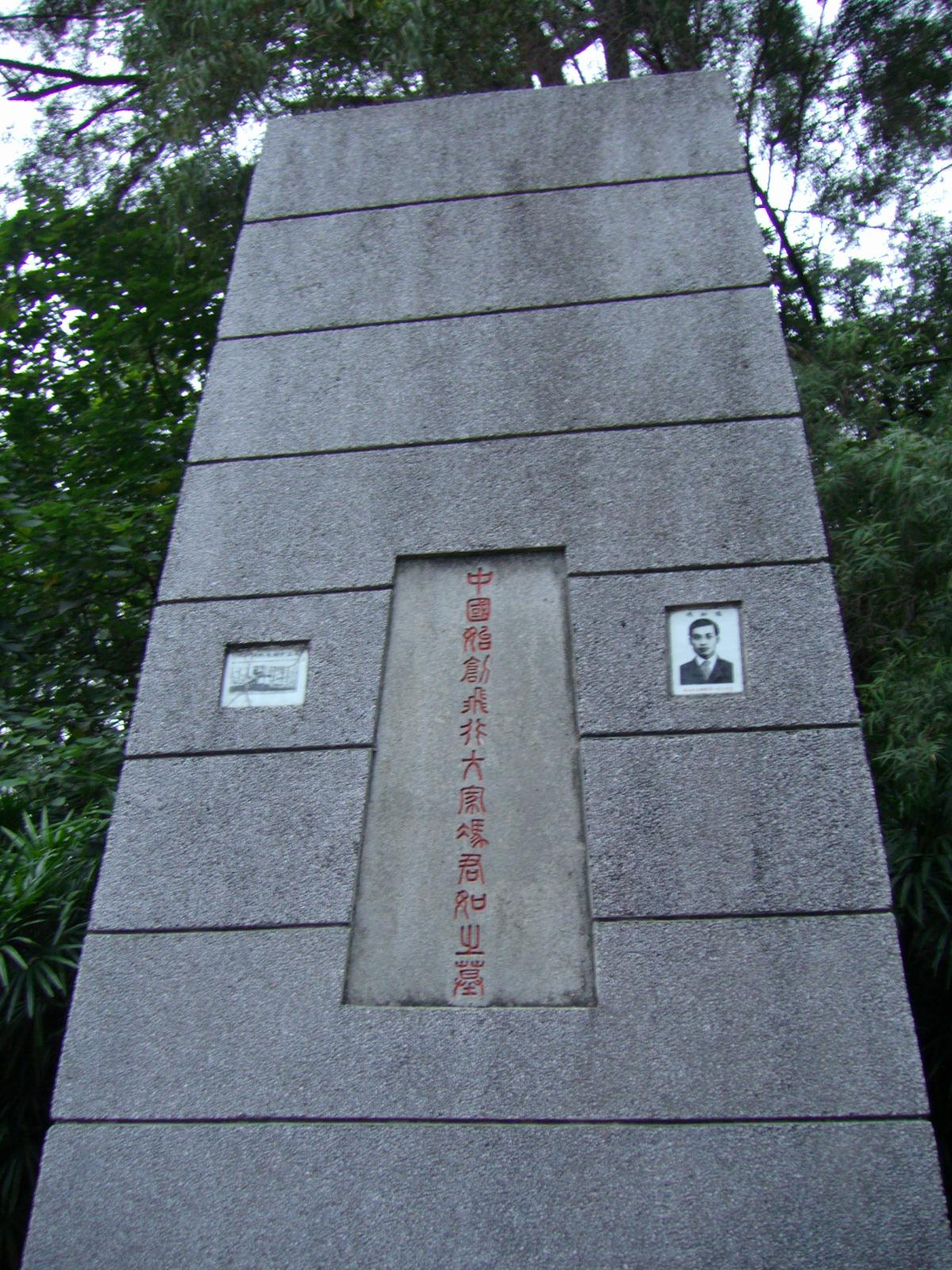
位于广州黄花岗公园内的冯如墓

2019年9月20日，适逢中国航空事业110周年来临之际，中国航空工业集团有限公司在北京举行纪念中国航空事业110周年“冯如1号”复原模型捐赠仪式，将首个“冯如1号”1：4复原模型捐赠给中国科学技术馆。
“冯如1号”真机机长约7.43米，翼展约7.62米，机高约2.45米。此次复原模型按照当年的材料和工艺制作，机身框架、机翼翼梁、翼肋、螺旋桨采用木材，发动机采用金属制作，尽可能复原该型飞机的气动设计和结构工艺，为现代人了解百年前的飞机制造提供了参考。这是100多年来国内外第一次成功复原“冯如1号”，后续航空工业还会根据最新找到的资料、持续完善与修订。

## 外部連結
- 中国始创飞行大家冯如之伟业与释异 （页面存档备份，存于）
- 中國航空之父－馮如